# Ishihara-farvesynstest
Ishihara-farvetesten er en test for rød-grøn farveblindhed. Den er opkaldt efter dens opfinder, Dr. Shinobu Ishihara, en professor ved Tokyo Universitetet, som offentliggjorde testen i 1917. 
Testen består af en række farvelagte figurer, der hver har en cirkel af pletter med tilfældig farve og størrelse. Blandt de tilfældige prikker, er der nogle der til sammen udgør et tal, der er synlige for normaltseende, men er usynlige eller svært læselige for rød-grøn farveblinde. Den komplette test består af 38 forskellige figurer, men normalt vil en synsdefekt være påvist efter få figurer. En test med de første 24 figurer giver en mere korrekt diagnose af graden af farveblindhed.
Figurerne består typisk af en cirkel med prikker i forskellige grønne og lyseblå nuancer, med et tal i brune nuancer eller en cirkel med røde, orange og gule prikker og et tal i en grøn nuance. Det første sæt tester kan påvise protanopi og det andet sæt kan påvise deuteranopi.

## Gallery
- Ishihara figur 1. (12)
- Ishihara figur 11. (6)
- Ishihara figur 19. (Intet; Rød-grøn-farveblinde kan ane en linje.)
- Ishihara figur 23. (42)